# Episodi de L'ispettore Derrick (decima stagione)
La decima stagione della serie televisiva L'ispettore Derrick, composta da 10 episodi, è stata trasmessa in Germania nel 1983 sul canale ZDF.
| nº Prima TV Germania | nº Produzione | nº Stagione x nº Episodio | Titolo originale                  | Titolo italiano                    | Prima TV Germania | Prima TV Italia  | Anno Produzione |
| -------------------- | ------------- | ------------------------- | --------------------------------- | ---------------------------------- | ----------------- | ---------------- | --------------- |
| 99                   | 99            | 10x01                     | Via Genua                         | Imbarco a Genova                   | 4 febbraio 1983   | 25 gennaio 1985  | 1982            |
| 100                  | 100           | 10x02                     | Die Tote in der Isar              | Il cadavere nell'Isar              | 4 marzo 1983      | 1 febbraio 1985  | 1983            |
| 101                  | 101           | 10x03                     | Geheimnisse einer Nacht           | Segreti di una notte               | 25 marzo 1983     | 7 febbraio 1983  | 1982            |
| 102                  | 102           | 10x04                     | Der Täter schickte Blumen         | L'assassino manda fiori            | 29 aprile 1983    | 28 gennaio 1985  | 1982            |
| 103                  | 103           | 10x05                     | Die kleine Ahrens                 | Una soluzione non prevista         | 27 maggio 1983    | 18 gennaio 1985  | 1982            |
| 104                  | 104           | 10x06                     | Tödliches Rendezvous              | Appuntamento con la morte          | 16 settembre 1983 | 5 febbraio 1985  | 1982            |
| 105                  | 110           | 10x07                     | Lohmanns innerer Frieden          | La pace interiore di Lohmann       | 14 ottobre 1983   | 21 gennaio 1985  | 1983            |
| 106                  | 106           | 10x08                     | Attentat auf Derrick              | Attentato a Derrick                | 11 novembre 1983  | 8 febbraio 1985  | 1982            |
| 107                  | 107           | 10x09                     | Die Schrecken der Nacht           | Terrore nella notte                | 9 dicembre 1983   | 8 febbraio 1985  | 1983            |
| 108                  | 108           | 10x10                     | Dr. Römer und der Mann des Jahres | Il dottor Römer e l'uomo dell'anno | 30 dicembre 1983  | 12 febbraio 1985 | 1983            |

## Imbarco a Genova
- Titolo originale: Via Genua
- Diretto da: Helmuth Ashley
- Scritto da: Herbert Reinecker
- Interpreti:[1]:Horst Tappert - Stephan Derrick, Fritz Wepper - Harry Klein, Willy Schäfer - Willy Berger, Klaus Behrendt - Rudolf Lammers, Michael Degen - fratello di Lammers, Eckhard Heise - Hans Lammers, Wolf Roth - Achim Huber, Heide Keller - Helga Lupien, Siegfried Rauch - Lusenke, Zohra Zondler - Aimée Lucienne, Peter Chatel - Jean Luciene, Patrick Gammon - Amadu

### Trama
Rudolf Lammers ei il suo socio Achim Huber gestiscono un'impresa che commercia macchinari industriali, però sotto copertura esporta armi verso l'Africa attraverso il porto di Genova. Lammers ha un appuntamento con Lusenke, uno scrittore specializzato in racconti di viaggi in Africa, in un albergo di Monaco, però viene trovato morto dentro un carrello per la biancheria.

## Il cadavere nell'Isar
- Titolo originale: Die Tote in der Isar
- Diretto da: Alfred Weidenmann
- Scritto da: Herbert Reinecker
- Interpreti:[2] Horst Tappert - Stephan Derrick, Fritz Wepper - Harry Klein, Willy Schäfer - Willy Berger, Ulli Maier - Annemarie Rudolf, Sonja Sutter - Gerlinde Rudolf, Christiane Krüger - Maria Dissmann, Horst Frank - Robert Kabeck, Horst Buchholz - Arthur Dissmann, Sven-Eric Bechtolf - Ingo Reitz, Paul Dahlke - Josef Matusek, Fritz Straßner - Alfred Stolze

### Trama
Annemarie Rudolf è una ragazza di appena diciott'anni, innamorata di Ingo Reitz, un giovanotto di bell'aspetto che le racconta di essere in difficoltà economiche e di aver firmato cambiali con il signor Robert Kabeck. Annemarie vuole aiutare Ingo, e va a parlare con lo stesso Kabeck, dicendogli che è disposta a tutto. Annemarie viene però avvicinata da Maria Dillmann, una signora di mezza età che le spiega che Ingo e Kabeck sono soci, il primo è un adescatore, l'altro gestisce la prostituzione. Saputo questo Annemarie scappa e si va a suicidare, mentre Maria viene uccisa da un colpo di pistola.

## Segreti di una notte
- Titolo originale: Geheimnisse einer Nacht
- Diretto da: Alfred Vohrer
- Scritto da: Herbert Reinecker
- Interpreti:[3] Horst Tappert - Stephan Derrick, Fritz Wepper - Harry Klein, Willy Schäfer - Willy Berger, Gila von Weitershausen - Martina Vrings, Heinz Bennent - Gustav Vrings, Jürgen Goslar - Dr. Albert Vrings, Thekla Carola Wied - Maria Sobach, Christian Wolff - Andreas Sobach, Anne Bennent - Erika Fischer, Siegfried Wischnewski - il custode Fischer, Eva Geigel - compagna di scuola di Erika

### Trama
Albert Vrings è un ricco imprenditore sposato con Martina. Ha una relazione con Maria, la moglie di Andreas Sobach, un suo dipendente. La relazione extraconiugale è molto chiacchierata anche in azienda. Un giorno Vrings incarica Sobach di fare una commissione a Salisburgo per un paio di giorni. Invece di recarsi a Salisburgo, Sobach, armato di pistola, si presenta in piena notte nella casa di Vrings e, dopo essere ricevuto dal custode Fischer, sale nella camera d Vrings e scopre che la moglie Maria è a letto proprio con il suo datore di lavoro e, dopo aver intimato la moglie di uscire da quella villa, tira fuori la pistola con l'intento di uccidere Vrings, ma non ha il coraggio e la getta via. Sobach esce dalla casa dove trova Maria per parlarle. All'improvviso si sente un colpo di pistola, così Sobach ritorna nella stanza di Vrings per vedere cosa fosse successo. Una volta arrivato, Sobach vede Vrings steso per terra. In quel momento si presentano tutti i famigliari di Vrings, il fratello Gustav, la moglie Martina, il custode Fischer e Erika, la nipote di quest'ultimo. Tutti testimoniano per la colpevolezza di Sobach.

## L'assassino manda fiori
- Titolo originale: Der Täter schickte Blumen
- Diretto da: Helmuth Ashley
- Scritto da: Herbert Reinecker
- Interpreti:[4] Horst Tappert - Stephan Derrick, Fritz Wepper - Harry Klein, Willy Schäfer - Willy Berger, Ruth Leuwerik - Vera Baruda, Ernst Fritz Fürbringer - signor Baruda, Peter Bongartz - Alezander Rudow, Jacques Breuer - Udo Müller, Hans Quest - signor Lenau, Edwin Noël - Walter Lenau, Axel Scholtz - il tassista Schröder

### Trama
Il tassista Schröder risponde a una chiamata e si reca nell'appartamento di Alexander Rudow, il quale deve presentarsi alla sua festa di fidanzamento. All'improvviso qualcuno suona alla porta dell'appartamento e, da dietro la porta, spara una serie di colpi di pistola che feriscono gravemente il tassista. Successivamente Derrick e Klein si offrono per accompagnare Rudow alla festa, ma l'accoglienza dei quattro invitati è molto fredda. Si scopre che in passato Rudow è stato condannato per truffa. Nel frattempo al tassista viene recapitato un mazzo di fiori.

## Una soluzione non prevista
- Titolo originale: Die kleine Ahrens
- Diretto da: Günter Grawert
- Scritto da: Herbert Reinecker
- Interpreti:[5] Horst Tappert - Stephan Derrick, Fritz Wepper - Harry Klein, Willy Schäfer - Willy Berger, Hans Caninenberg - Professor Blumann, Lisa Kreuzer - Vera, Peter Chatel - Bernhard Molz, Pascal Breuer - Konrad Jacobi, Renate Grosser - signora Reiners, Silvia Janisch - Sandra, Dieter Schidor - Hannes Guhl, Gert Burkard - Kellner Brusse, Gefion Helmke - signora Winterfeld, Wega Jahnke - Ursula Hardt, Mariam Mahler - Eliane, Ilse Neubauer - signorina Schwindt

### Trama
Il professor Blumann, distinto insegnante di lettere antiche al liceo, si è dato apparentemente alla bella vita frequentando un night club da alcune settimane. In realtà, d'accordo con suoi studenti, sta dando la caccia allo spacciatore di Margot Ahrens, una sua allieva morta a soli diciassette anni per overdose di eroina. Si tratta di Bernhard Molze, che una mattina viene trovato impiccato in una fabbrica abbandonata.

### Colonna sonora
- Dire Straits, Water Of Love, Six Blade Knife
- Boney M., Daddy Cool

## Appuntamento con la morte
- Titolo originale: Tödliches Rendezvous
- Diretto da: Jürgen Goslar
- Scritto da: Herbert Reinecker
- Interpreti:[6] Horst Tappert - Stephan Derrick, Fritz Wepper - Harry Klein, Willy Schäfer - Willy Berger, Peter Ehrlich - Walter Hagemann, Eva Kotthaus - Rose Hagemann, Verena Peter - Anita Hagemann, Thomas Schünke - Peter Hagemann, Erik Schumann - signor Kessler, Christian Berkel - Manfred Kessler

### Trama
Mentre sta facendo il traveler's cheque per andare a Londra, l'ispettore Derrick assiste a una rapina in banca da parte di un uomo incappucciato. Uno dei clienti tenta di fermare il rapinatore ma viene ferito gravemente. Quindi il rapinatore fugge e sale su un taxi guidato da Walter Hagemann. Il tassista lo porta in un luogo isolato e, a un certo punto si ferma, scende dall'auto e dice di aver riconosciuto il rapinatore dalla voce perché è un suo conoscente. Il tassista Hagemann propone allora di dividere il bottino in cambio del suo silenzio.

## La pace interiore di Lohmann
- Titolo originale: Lohmanns innerer Frieden
- Diretto da: Jürgen Goslar
- Scritto da: Herbert Reinecker
- Interpreti:[7] Horst Tappert - Stephan Derrick, Fritz Wepper - Harry Klein, Willy Schäfer - Willy Berger, Martin Benrath - Alex Lohmann, Christine Ostermeyer - Hélène Reichel, Udo Thomer - Willi Reichel, Stephan Hoffmann - Ludwig Reichel, Karina Thayenthal - Andrea Reichel, Sieghardt Rupp - Werner Schorff, Christiane Krüger - Hanna Schorff, Hannes Messmer - signor Obermann, Hans Quest

### Trama
Alex Lohamm, condannato all'ergastolo per omicidio, viene rilasciato dopo quindici anni per buona condotta. Pbermann, il poliziotto che lo aveva arrestato anni prima, è assalito dal dubbio che Lohmann non fosse il colpevole, ma il suo amico Werner Schorff. Obermann ne parla con l'ispettore Stephan Derrick. Nel frattempo Alex Lohamnn si stabilisce dalla sorella Hélène, sposata con due figli.

## Attentato a Derrick
- Titolo originale: Attentat auf Derrick
- Diretto da: Zbyněk Brynych
- Scritto da: Herbert Reinecker
- Interpreti:[8] Horst Tappert - Stephan Derrick, Fritz Wepper - Harry Klein, Willy Schäfer - Willy Berger, Christine Wodetsky - signora Korda, Tilli Topf - Michael Korda, Ida Krottendorf - Trudi Hässler, Gerd Böckmann - Ross, Karl Renan - signor Jakobsen, Gaby Erbst - signora Jakobsen

### Trama
Derrick viene gravemente ferito in un attentato a bordo della sua macchina da parte dei sicari di Korda, un criminale che poche settimane prima era stato condannato a quindici anni di prigione e che aveva giurato di vendicarsi. Derrick viene ricoverato in gravi condizioni, quindi le indagini su questo caso sono condotte da Harry Klein, che si fa aiutare da Jakobsen, un ex poliziotto. Nel frattempo Derrick inizia a riprendere conoscenza.

## Terrore nella notte
- Titolo originale: Die Schrecken der Nacht
- Diretto da: Zbyněk Brynych
- Scritto da: Herbert Reinecker
- Interpreti:[9] Horst Tappert - Stephan Derrick, Fritz Wepper - Harry Klein, Willy Schäfer - Willy Berger, Monika Baumgartner - Carla Meissner, Dirk Dautzenberg - Ludewig, Werner Asam - Rudolf Bandener, Michael Toost - signor Bandener, Barnara Kutzer - Maria Bandener, Volker Eckstein - Alwin Bosler, Ilona Grübel - Inge Holz, Simone Rethel - Erna Wilhelm, Max Mairich - signora Schöder

### Trama
Mentre Derrick è ancora in convalescenza per l'attentato di Korda, Klein è chiamato a risolvere un caso di omicidio, avvenuto in piena notte, di tre donne dai capelli mori trovate strozzate nella stazione della metropolitana di Giesing. Per trovare l'assassino Klein si fa aiutare da Willy Berger, da Ludewig, un poliziotto vicino alla pensione, e da Carla, una giovane poliziotta dai capelli mori.

### Colonna sonora
- Frank Duval, Eurydice

## Il dottor Römer e l'uomo dell'anno
- Titolo originale: Dr. Römer und der Mann des Jahres
- Diretto da: Theodor Grädler
- Scritto da: Herbert Reinecker
- Interpreti:[10] Horst Tappert - Stephan Derrick, Fritz Wepper - Harry Klein, Willy Schäfer - Willy Berger, Gisela Stein - Maargarete Römer, Erich Hallhuber - Dottor Römer, Ernst Schröder - Professor Rotheim, Hans Dietrich Zeidler - Professor Rauh, Kristina Nel - Dottoressa Brigitte Schenk, Maria Singer - suor Berta, Angela Hillebrecht - Hanna Krosigk, Rolf Castell - usciere Gantner, Bruno Pantel - usciere Schlör

### Trama
Il dottor Winter viene ucciso con alcuni colpi di pistola all'interno del suo laboratorio di ricerca avanzata sull'intelligenza artificiale. Proprio alcuni minuti prima dell'omicidio un usciere e una donna delle pulizie giurano di aver visto entrare il dottor Römer nella struttura di ricerca. Tuttavia Römer è morto tre mesi prima di infarto in una clinica psichiatrica diretta dal professor Rotheim. Una terza apparizione di Römer è davanti alla casa del professor Rauh, direttore del laboratorio sull'intelligenza artificiale.